# Virgen de Chinguaro
Nuestra Señora de Chinguaro, es una advocación mariana de la Iglesia católica. Se venera en el sitio histórico de la cueva de Chinguaro, Güímar. Al igual que la Virgen del Socorro, patrona de dicha localidad, se trata de una derivación del culto a la Virgen de la Candelaria.

## Historia
Esta imagen tiene la particularidad de ser una pintura y no una talla de bulto redondo, y que toma el nombre en memoria de la estancia en la que estuvo la Virgen de Candelaria en la cueva de Chinguaro, justo después de aparecerse la imagen a los guanches. La cueva de Chinguaro era la cueva-palacio del mencey de Güímar. En este lugar permaneció la imagen original de la Candelaria treinta o cuarenta años hasta ser trasladada a la cueva de Achbinico en Candelaria, por intercesión de Antón Guanche.
Después de la colonización castellana en el siglo xv, el espacio fue transformado construyéndose una ermita sobre la cueva original. En los años setenta del siglo XX la ermita se encontraba en ruinas, siendo trasladado el cuadro de la Virgen de Chinguaro a la parroquia matriz de San Pedro de Güímar. Allí permaneció hasta que la nueva ermita fue consagrada el 20 de octubre de 2007 por el obispo Bernardo Álvarez Afonso, dándose culto en ella al cuadro de la Virgen de Chinguaro.

## La imagen
El cuadro o pintura de Nuestra Señora la Virgen de Chinguaro es relativamente reciente. Es una pintura del primer cuarto del siglo XX, realizada por el pintor Manuel López Ruiz. Se trata de una representación de la veneración de la imagen original de la Virgen de Candelaria, mientras esta estuvo en la citada cueva de Chinguaro. La Virgen está rodeada por aborígenes que le rinden devoción, mientras, en primer término se encuentra Antón Guanche, arrodillado, el cual da a conocer a los guanches el significado de la imagen que custodiaban.

## Fiestas
Su fiesta anual se celebra cada primer domingo después del 2 de febrero. Este día se realiza una solemne eucaristía y una peregrinación hacia la cueva-ermita de Chinguaro.